# Solandra guerrerensis
Solandra guerrerensis är en potatisväxtart som beskrevs av Maximino Martinez. Solandra guerrerensis ingår i släktet Solandra och familjen potatisväxter. Inga underarter finns listade i Catalogue of Life.